# Rebreuviette
Rebreuviette ist eine französische Gemeinde mit 253 Einwohnern (Stand 1. Januar 2022) im Arrondissement Arras des Départements Pas-de-Calais. Sie liegt im Kanton Avesnes-le-Comte und ist Mitglied des Kommunalverbandes Campagnes de l’Artois.
| Canettemont         |         | Houvin-Houvigneul |
| Rebreuve-sur-Canche | Kompass | Estrée-Wamin      |
|                     |         | Ivergny           |

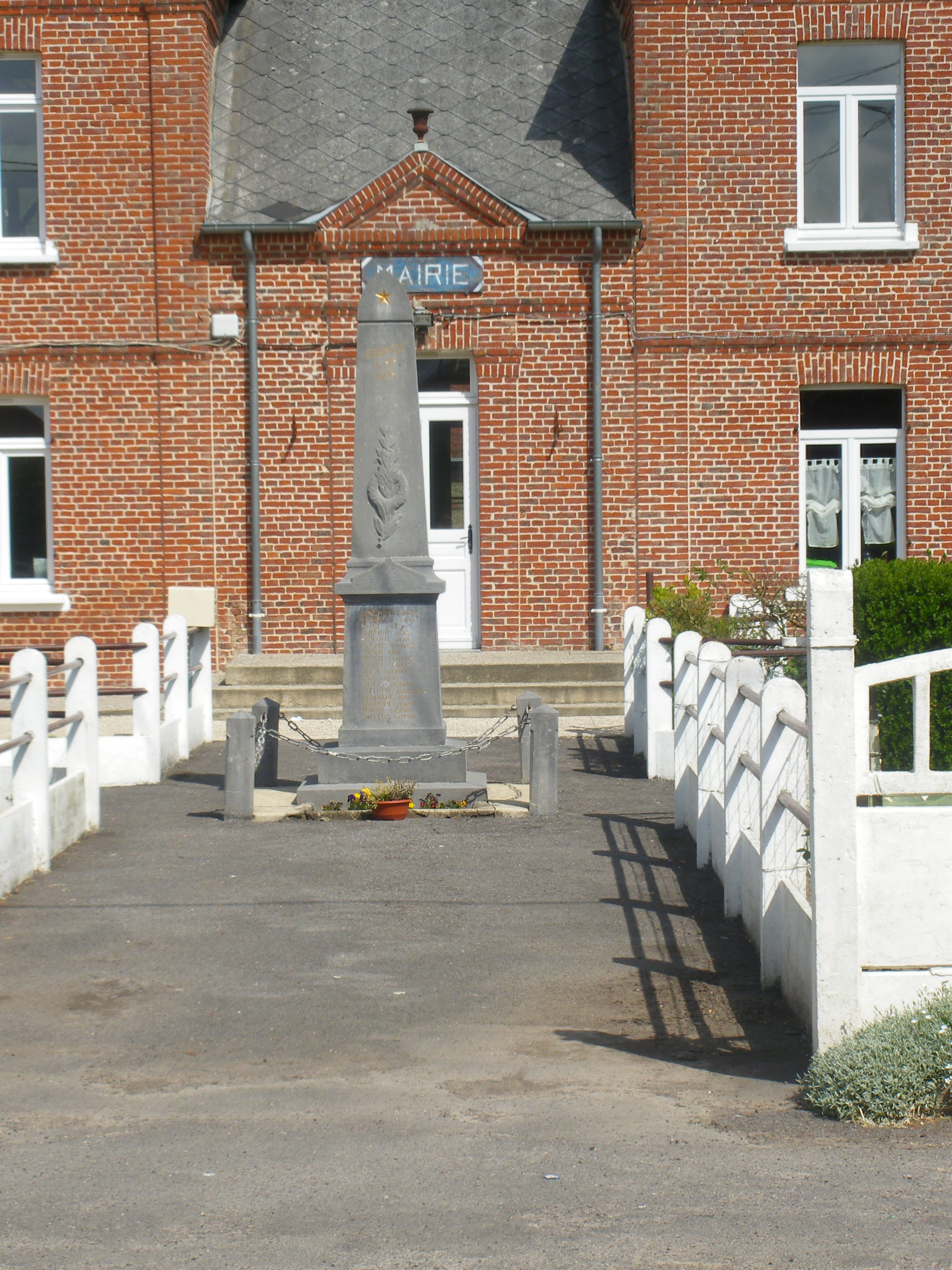
Kriegerdenkmal
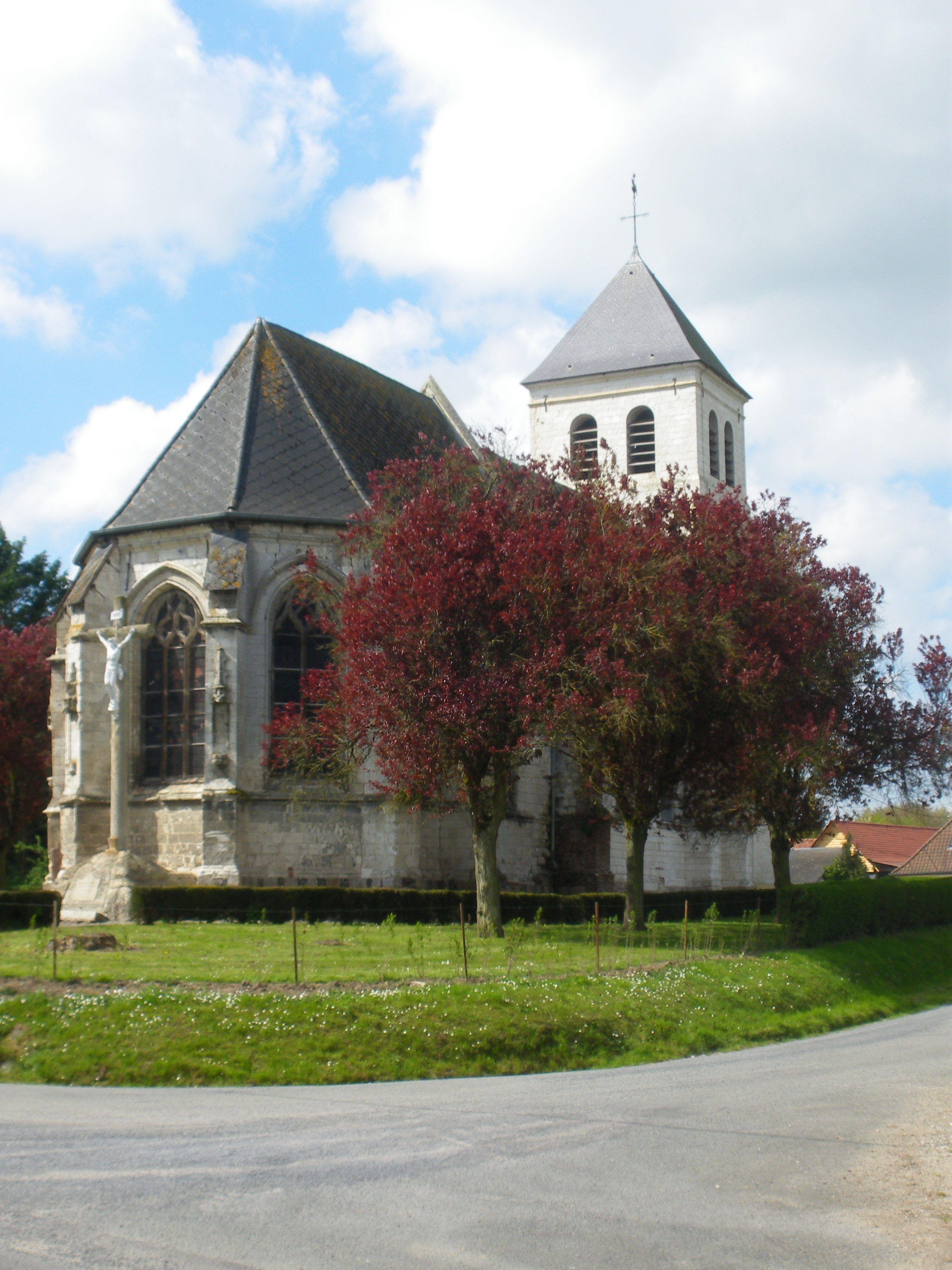
Kirche Saint-Vaast
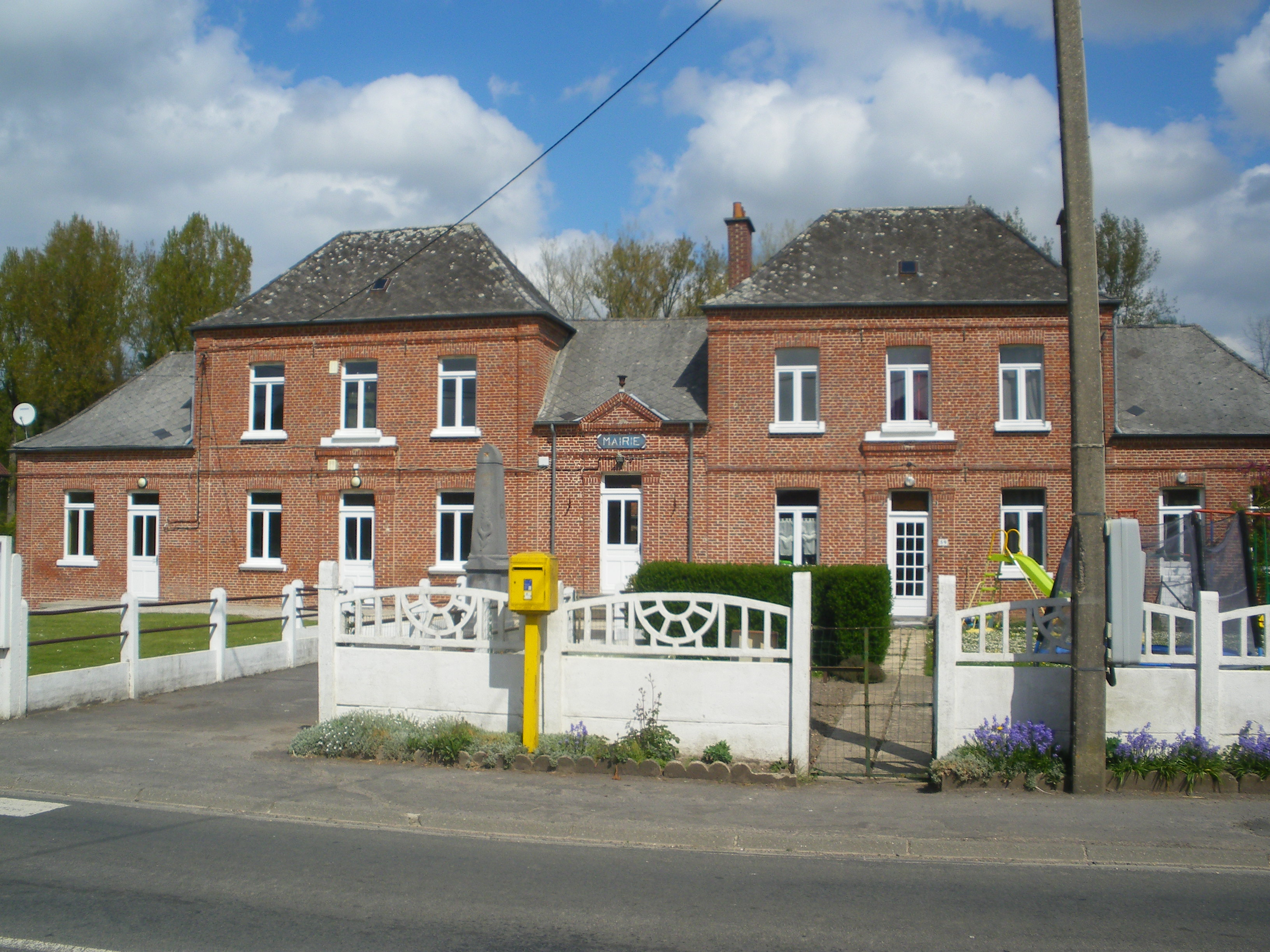
Rathaus
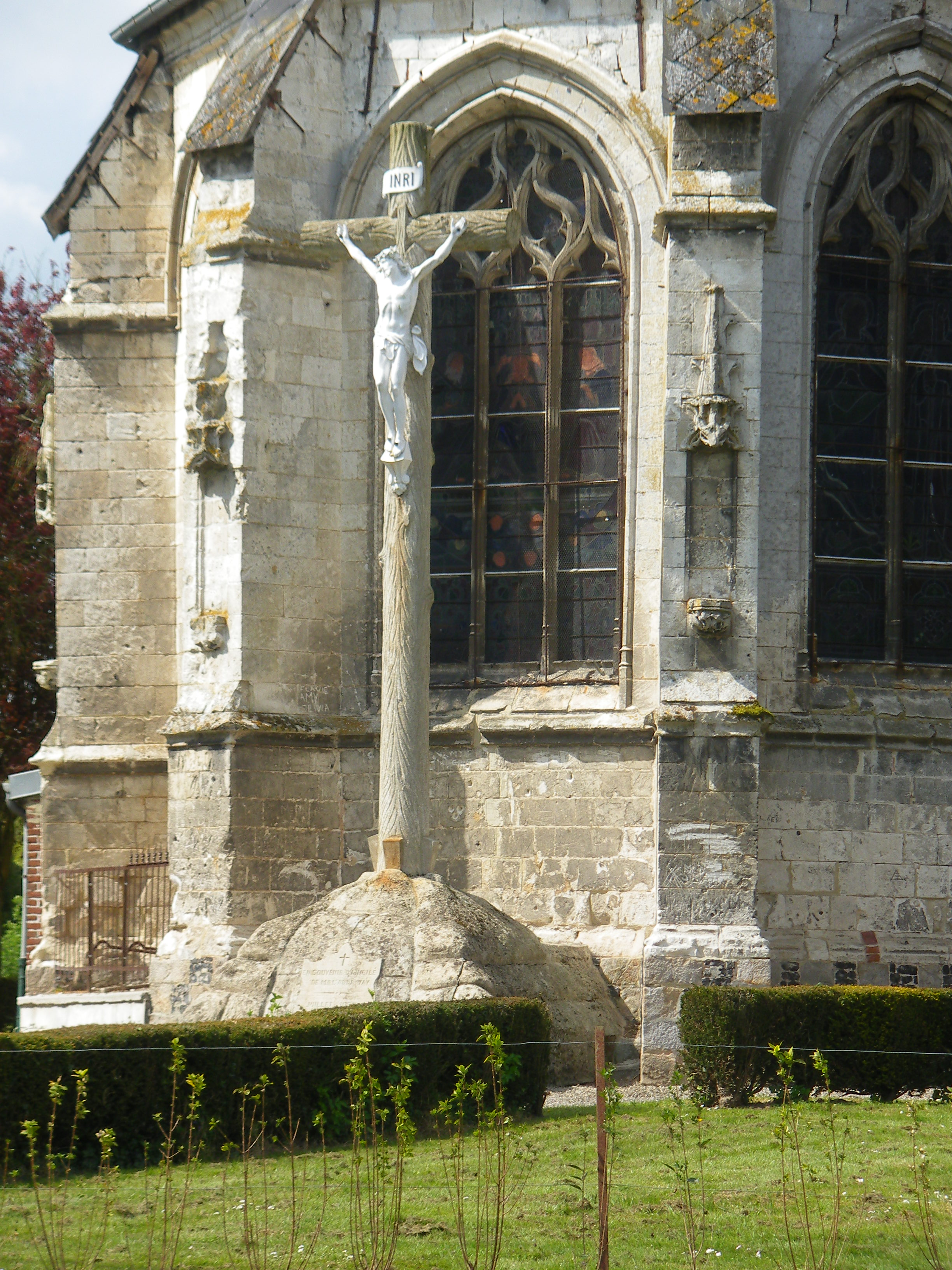
Calvaire